# 西西里德比

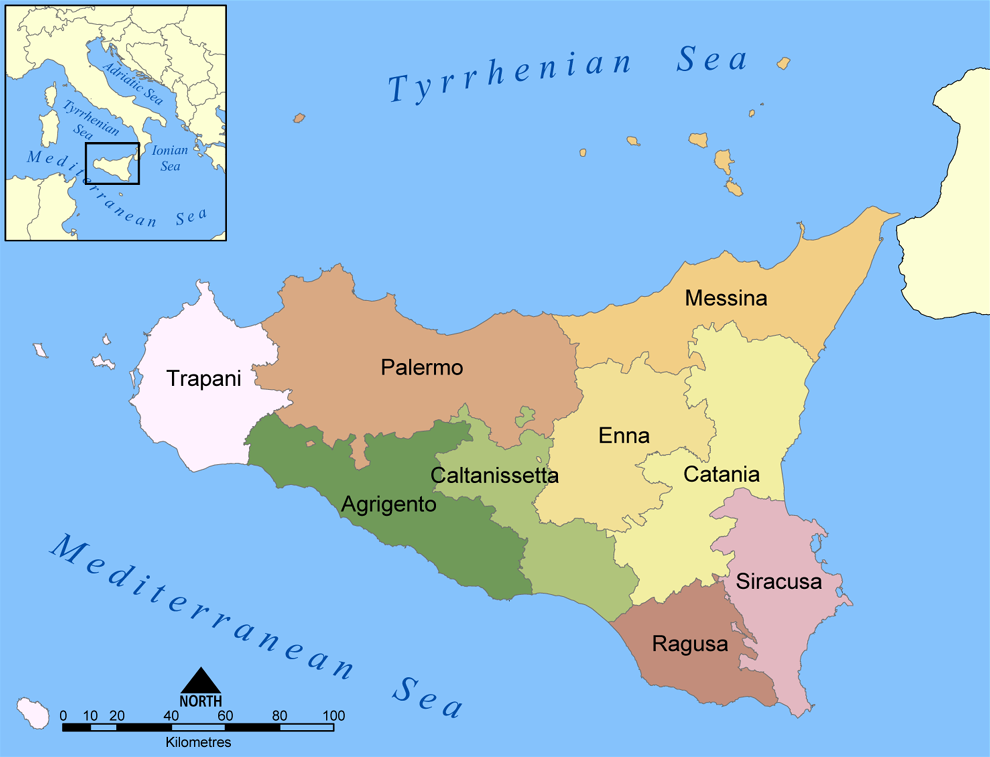
巴勒摩、卡塔尼亞及墨西拿鼎足而三

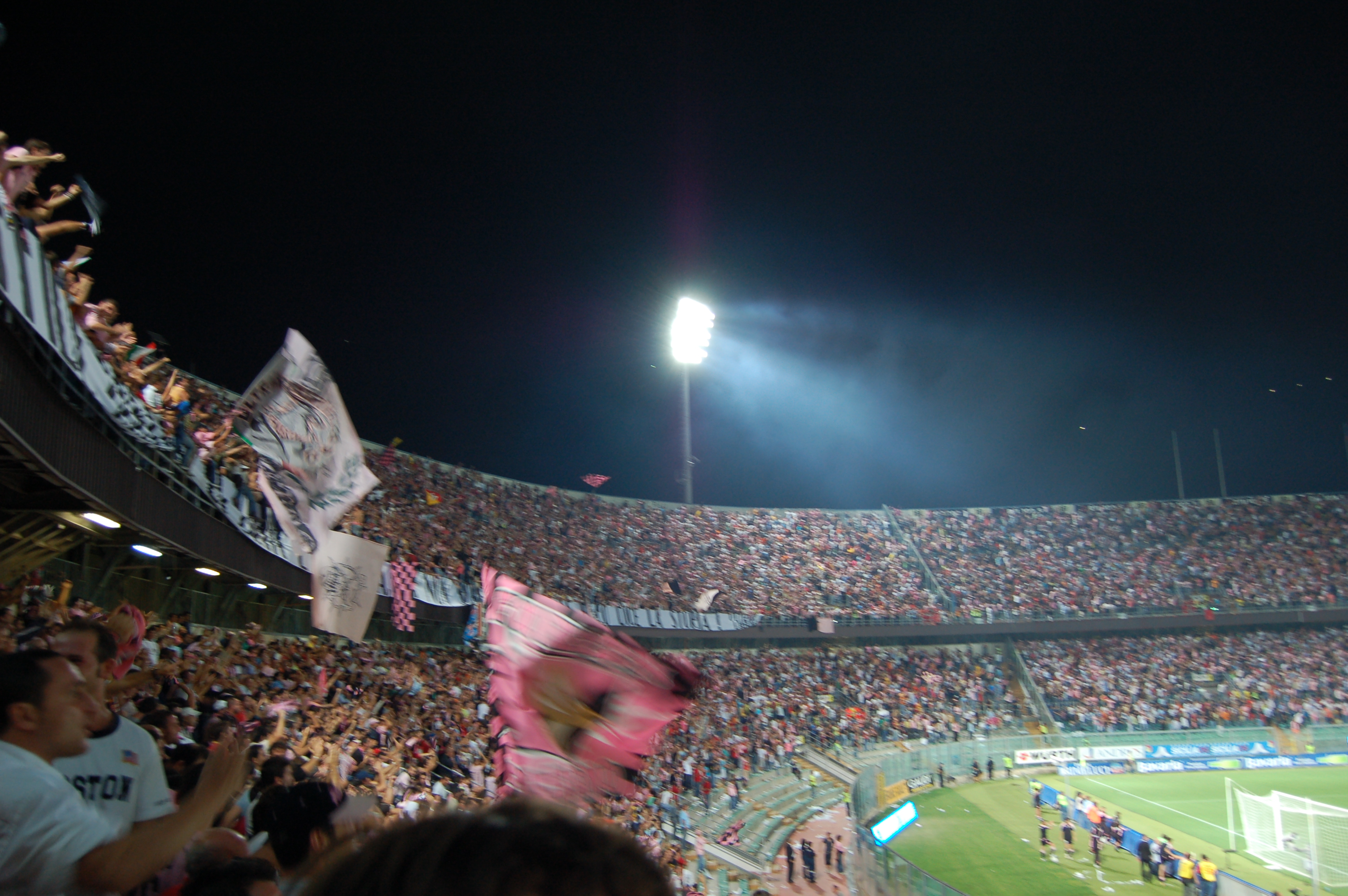
2006年西西里打比的巴勒摩支持球迷

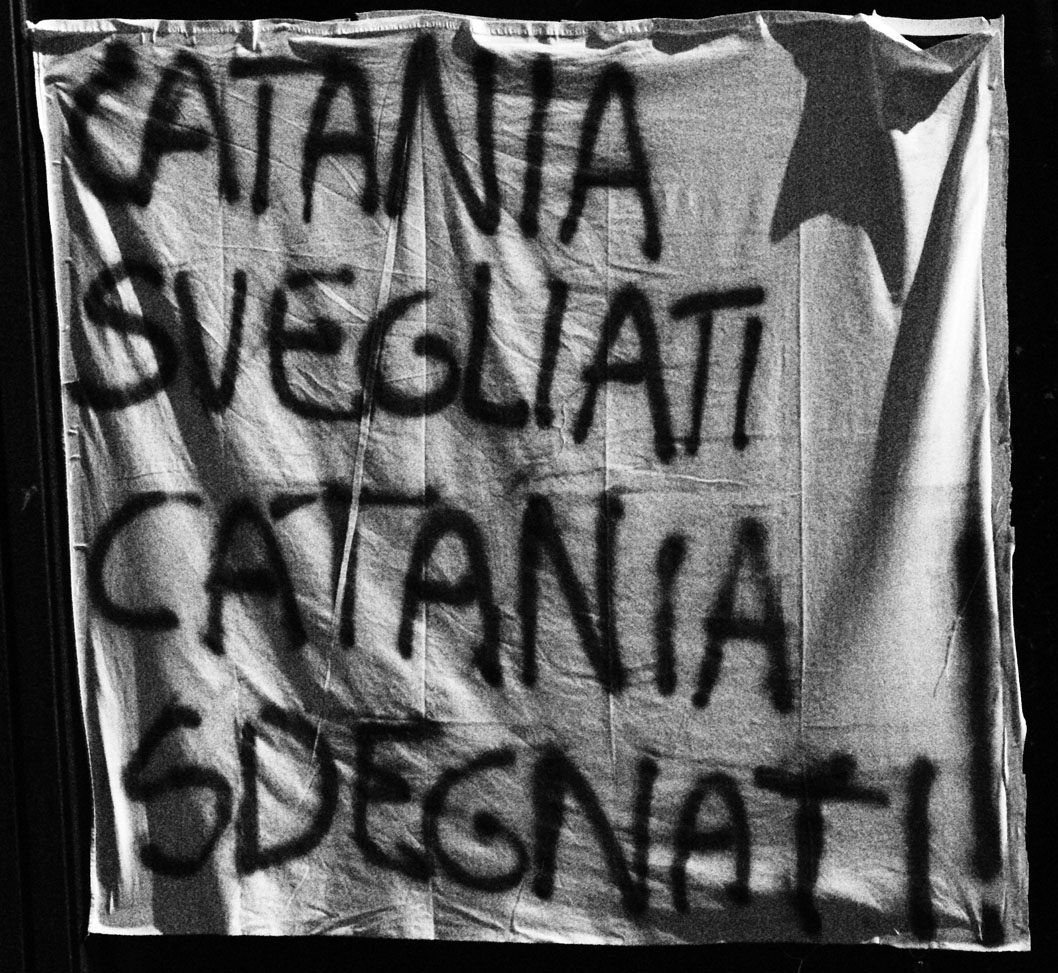
出事後在安格魯馬西美路球場展示的條幅，意譯為「卡塔尼亞清醒，重拾尊嚴」。

西西里德比（Sicilian derby）是西西里島上三支頂級足球隊，巴勒莫、卡塔尼亚及梅西纳，互相對戰的稱號。
巴勒莫的球迷主要來自根據地首府巴勒莫市及其周邊，亦受到島的西部及移居義大利內陸的西西里球迷廣泛支持，使巴勒莫成為作客最聲勢浩大的球隊之一。而巴勒莫的世仇為處於西西里島東部的卡坦尼亞。當第三支西西里球隊墨西拿升級意甲後形成鼎足而三的局面，但墨西拿的敵對性遠遠不及巴勒莫和卡坦尼亞。

## 2007年西西里暴亂
賽前排第五位的卡塔尼亞與排第三位的巴勒莫於2006/07賽季次輪的意甲西西里德比，在卡塔尼亞主場安格魯馬西美路球場舉行，在早前一周義大利各地的比賽發生多宗暴力事件，一名球迷遭受球迷襲擊受傷而需要縫20針，數以百計的亞特蘭大支持者企圖襲擊載有卡塔尼亞球迷的巴士，南部城鎮魯茲（Luzzi）一場業餘球賽末段，一名球隊職員試圖阻止球員與球迷衝突被拳猛擊倒地，不幸死亡，意大利足總主席卢卡·潘卡利警告如有同類事情發生，將會禁止進行球賽。
球賽考慮公共安全而提前於2007年2月2日星期五黃昏進行，但剛好遇上下班繁忙時間，大批主要為巴勒莫的球迷在開賽後才抵達球場。開賽前為上周遇襲死亡的球隊職員默哀一分鐘，比賽至51分鐘巴勒莫先開記錄，遲遲未能進場的球迷開始鼓譟，敵對球迷相遇爆發激烈衝突，一輛警車被爆炸品炸中，導致一名警察死亡，而另外亦有一名警員重傷。警方在球場外施放催淚彈驅散滋事球迷，催淚氣體湧入球場，比賽於59分鐘暫停，於1小時後方重開，巴勒莫最終2:1獲勝。但賽後騷亂仍未平息，事件引致最少71人受傷，當中包括61名警察，警方共拘捕29人，其中9人不足18歲。
賽後卡塔尼亞的總監盧摩納哥（Pietro Lo Monaco）宣佈辭職，會長普爾維倫蒂（Antonino Pulvirenti）亦引咎請辭。意大利足總決定無限期暫停全國所有球賽，包括甲組聯賽，乙組聯賽，意大利盃及國家隊友誼賽。意大利總理普羅迪與內政部長阿馬度及體育部門召開緊急會議，商討打擊足球暴力對策。2007年2月7日意大利足總宣佈周末恢復舉行球賽，但球場需符合政府安全規例才可容許球迷入場觀戰，現時意甲及意乙合共只有6個球場合格。卡塔尼亞被判在今季餘下主場比賽需改在中立球場閉門舉行。